# Tunoa Lui
Tunoa Lui (1970) è un allenatore di calcio samoano, attuale CT della Nazionale samoana americana e della Nazionale under-20 samoana americana.

## Carriera
Allenava le Samoa Americane durante la disastrosa sconfitta per 31-0 contro l'Australia.
Successivamente smise di allenare per 10 anni fino al 2011, quando divenne ct della Samoa.
Dal 2017 allena la Nazionale Under-20 di calcio delle Samoa Americane.
Sempre nel 2017 è tornato, dopo 16 anni, alla guida della nazionale di calcio della Samoa Americane.